# Charles Bauwens
Pour les articles homonymes, voir Bauwens.
Charles Bauwens est un footballeur belge né à la fin du XIXe siècle et mort à une date inconnue.
Il a évolué comme défenseur entre 1904 et 1925 au Daring Club de Bruxelles. Le Daring domine le championnat belge avant la Première Guerre mondiale. Il est champion de Belgique en 1912 et 1914.
Charles Bauwens a joué six matches internationaux de 1910 à 1912.

## Palmarès
- International belge A de 1910 à 1912 (6 sélections)
- Champion de Belgique en 1912 et 1914 avec le Daring Club de Bruxelles